# With You I'm Born Again
«With You I'm Born Again» (en español: «Contigo vuelvo a nacer»), es canción escrita por Carol Connors y David Shire, creada para la banda sonora de la película Fast Break.
En 1979 la canción fue publicada e interpretada a dúo por los artistas Billy Preston y Syreeta Wright. 
"With You I'm Born Again" alcanzó el número dos en el Reino Unido Singles Gráfico.

## Versiones
- La actriz y cantante americana Vanessa Williams versionó la canción para su álbum de estudio Everlasting Love en 2005, a dúo con George Benson.
- El grupo musical de crossover clásico Il Divo, versionó la canción en español, titulada «Por ti vuelvo a nacer» en la edición americana del disco «The Promise» en 2008.

## Posicionamiento
| Listas (1980)                   | Posición |
| ------------------------------- | -------- |
| UK Singles Chart                | 2        |
| U.S. Billboard Hot 100          | 4        |
| U.S. Billboard Hot Soul Singles | 86       |
| U.S. Adult Contemporary         | 2        |